# Нове Село (зупинний пункт, Білорусь)
Нове Село (біл. Новае Сяло) — зупинний пункт Мінського відділення Білоруської залізниці в Пуховицькому районі Мінської області. Розташований поблизу села Станіславова; на лінії Осиповичі I — Мінськ-Пасажирський, поміж зупинним пунктом Дричин і станцією Руденськ.